# 图林根林山
图林根林山（德語：Thüringer Wald，發音：[ˈtyːʁɪŋɐ ˈvalt] ⓘ），又称图林根森林，是德国图林根州南部的一条山脉，呈西北至东南走向。从其南端的丘陵地带起，延伸西北侧的峡谷一带，为威拉河谷。山脉的另一边则是北德平原的边缘——图林根盆地，爱尔福特等城市坐落其中。继续向南和东南方向延伸，与之相接的是通常被称为“图林根板岩山脉”的高原地区。